# Hatzfeld’sches Palais

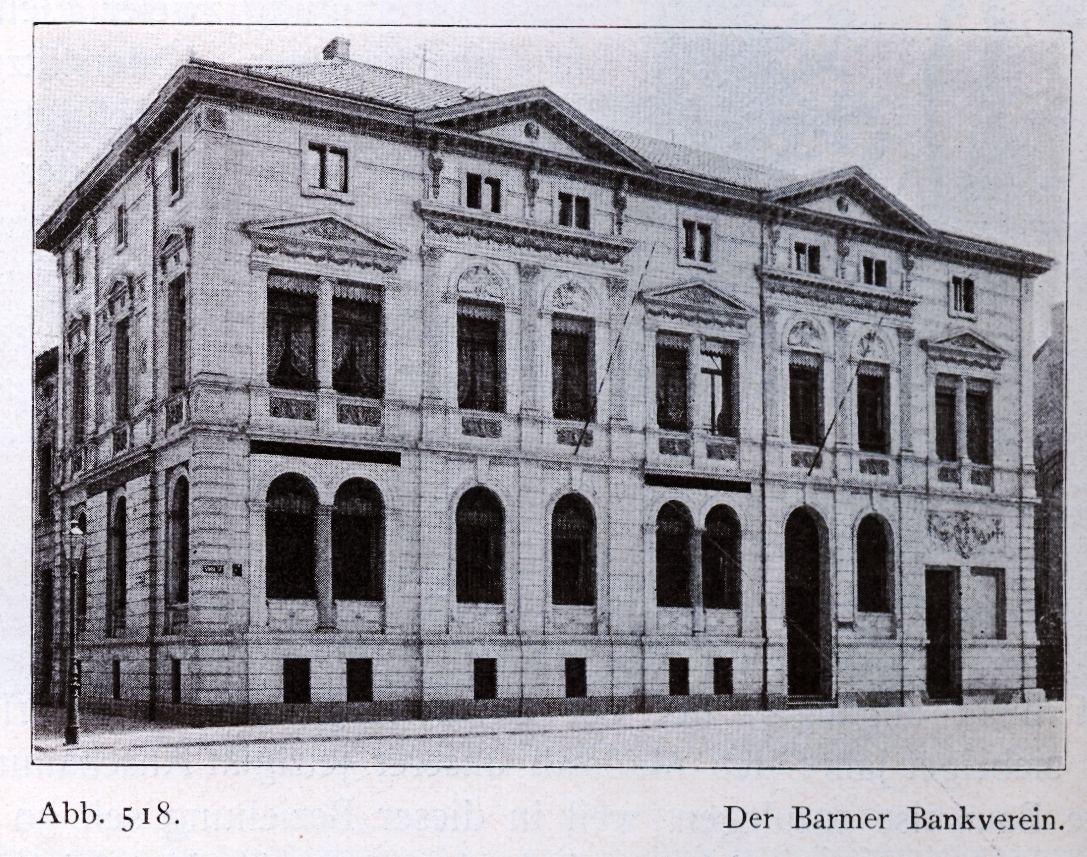
Ehemaliges Hatzfeld’sches Palais nach der Umnutzung zum Bankgebäude

Das Hatzfeld’sche Palais war ein großes Wohnhaus in Düsseldorf, Steinstraße 20.
Das historistische Gebäude wurde in der zweiten Hälfte des 19. Jahrhunderts von dem Düsseldorfer Architekten Franz Deckers nach Vorbildern aus der italienischen Renaissance für Alfred Fürst von Hatzfeldt-Wildenburg (-Weisweiler) (1825–1911) oder dessen Sohn Franz (1853–1910) erbaut, die Eigentümer der Rittergüter Schloss Kalkum und Groß-Winkelhausen in Angermund waren. Das Palais wurde vor 1904 vom Düsseldorfer Bankverein (der 1904 bereits durch den Barmer Bankverein übernommen worden war) erworben und durch den Architekten Wilhelm Kordt zum Bankgebäude umgenutzt.
Der Kassenraum wurde durch ein Oberlicht erhellt. Ihm schlossen sich die Buchhaltung, das Direktorenzimmer, das Sprech- und Wartezimmer sowie das Effektenbüro an. Im Keller befanden sich die Archivräume, der Kassentresor und die Stahlkammer. Im Obergeschoss waren das Sitzungszimmer des Aufsichtsrats und die Wohnung für einen Vorstandsbeamten untergebracht.
Die Nutzung als Bankgebäude endete wahrscheinlich 1912 mit der Inbetriebnahme des repräsentativen Neubaus der Düsseldorfer Filiale des Barmer Bankvereins, Breite Straße 25. Die weitere Nutzungsgeschichte ist nicht bekannt, das Gebäude ist nicht erhalten.